# コーラオ族
コーラオ族（中国語:仡佬族、犵狫族（旧表記）、ベトナム語:Người Cờ Lao / 𠊛旗勞、IPA [klau]）は、中華人民共和国の少数民族のひとつである。

## 居住地
貴州省西北、西南と北部の遵義市の仁懐・道真・務川、安順市の関嶺・平壩、黔西南の普安・貞豊・晴隆、貴陽市の清鎮、畢節地区の黔西・大方・織金・金沙、六盤水市の六枝・水城などの市県、あと、広西隆林各族自治県と雲南省文山チワン族ミャオ族自治州の広楠、馬関、文山、富寧などの県にもいる。

### 自治県
- 広西チワン族自治区
  - 隆林各族自治県
- 貴州省
  - 道真コーラオ族ミャオ族自治県
  - 務川コーラオ族ミャオ族自治県

### 民族郷
- 重慶市武隆区
  - 浩口ミャオ族コーラオ族郷
- 遵義市播州区
  - 平正コーラオ族郷
- 正安県
  - 市坪ミャオ族コーラオ族郷
  - 謝壩コーラオ族ミャオ族郷
- 普定県
  - 猴場ミャオ族コーラオ族郷
  - 猫洞ミャオ族コーラオ族郷
- 大方県
  - 響水ペー族イ族コーラオ族郷
  - 安楽イ族コーラオ族郷
  - 星宿ミャオ族イ族コーラオ族郷
- 石阡県
  - 竜井トン族コーラオ族郷
  - 聚鳳コーラオ族トン族郷
  - 大沙壩コーラオ族トン族郷
  - 楓香トン族コーラオ族郷
  - 青陽ミャオ族コーラオ族トン族郷
  - 石固コーラオ族トン族郷
  - 坪地場コーラオ族トン族郷
  - 坪山コーラオ族トン族郷
  - 甘渓コーラオ族トン族郷

## 歴史
商代、周代から西漢の頃には百濮、東漢から南北朝期には濮、僚と呼ばれ、隋唐代以降各時代で葛僚、仡佬と民族の名前が変遷している。

## 言語

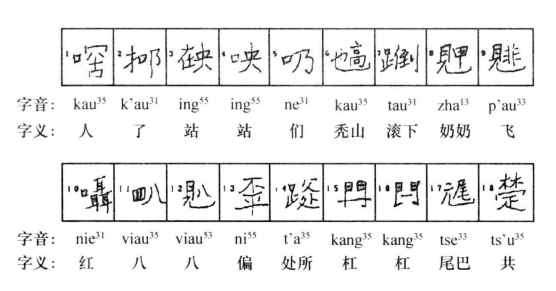
コーラオ語の字体とされるもの（中国語版から引用）

コーラオ族には固有の言語があるが文字はない。エスノローグ第19版でコーラオ族が話すとされているのはA'ou、Duoluo（White Gelao）、Red Gelao、Hagei（Green Gelao）、Mulao、Qauの六種類のタイ・カダイ語族Kra諸語の言語とBolyuというモン・クメール系の言語であるが、そのほとんどがユネスコの危機言語地図で消滅の危険があると評価されている。現在、コーラオ語を話す人は千人ほどしかいない。文献の中にはコーラオ族の言葉は既に失われているとするものも存在する。多数のコーラオ族は中国語、ミャオ語、彝語、プイ語などを話す。

## 伝統
コーラオ族は長い間漢族などの民族と混居しているので、特徴的な習慣はすでにほとんどなくなっている。少なくとも住居は漢民族のものと同様で、民族衣裳も特には無い。

## 祝日
祭日もほとんど漢民族と同様であるが、コーラオ族は1年に2回正月を迎える。一つはコーラオ族最大の祝日、春節で通常の旧正月だが、もう一つはコーラオ族独特のもので旧暦の3月3日に喂樹という行事が行われる。この行事はコーラオ族の古樹崇拝が元になっている。

## 著名人
- 馮輔元（1726-？） - 教育家。
- 龔来発 （1862-1995年） - 中国の最長寿者。享年133。